# 아키타 요리스에
아키타 요리스에(일본어: 秋田頼季, 1696년 ~ 1743년 7월 21일)는 일본 에도 시대의 다이묘로, 미하루번의 4대 번주이다. 관위는 종5위하, 시나노노카미이다.
아키타 사네스에의 외손이자 아키타 가문의 중신인 아라키 다카무라의 아들로 태어났다. 당시 번주인 아키타 데루스에의 적자 나리스에가 1715년에 사망하자, 다카무라는 실의에 빠진 데루스에를 대신하여 정사를 돌보았고, 아들 요리스에를 나리스에의 딸과 혼인시켜 데루스에의 양자로 들였다. 그리하여 같은 해, 데루스에가 은거하면서 요리스에에게 번주직이 돌아갔다. 데루스에는 이후 1720년에 사망하였는데, 이후 후계자 문제를 둘러싸고 집안 소동이 빚어졌다. 1743년, 아버지보다 먼저 사망하였고, 장남 노부스에가 그 뒤를 이었다.
| 전임 아키타 데루스에 | 제4대 미하루번 번주 (아키타 가문) 1715년 ~ 1743년 | 후임 아키타 노부스에 |